# Fokker F.VII
Il Fokker F.VII fu un aereo di linea trimotore monoplano ad ala alta, sviluppato dall'azienda aeronautica olandese Fokker nei primi anni venti, e prodotto dalla stessa, dalla sua sussidiaria statunitense Atlantic Aircraft Corporation e su licenza da diverse altre aziende mondiali tra la seconda parte degli anni venti e gli anni trenta.

## Storia del progetto
Il progetto originale, disegnato da Walter Rethel nel 1924, era relativo a un velivolo monoplano ad ala alta munito di un singolo motore posto sul naso. Il prototipo del modello, indicato dall'azienda come F.VII e privo di marche di identificazione, volò in quella configurazione per la prima volta l'11 aprile 1924, sollevandosi dalla pista di volo dell'aeroporto di Amsterdam-Schiphol ai comandi del pilota collaudatore Herman Hess.
Anthony Fokker modificò il progetto aggiungendo altri due motori posti in gondole subalari per poter partecipare alla prima edizione del Ford Reliability Tour del 1925, il quale poi risulterà vincitore della competizione. Dato il successo di questa soluzione le versioni F.VIIa/3m, F.VIIb/3m ed F.10 furono dotate tutte di tre motori, acquisendo popolarità con il nome Fokker Trimotor

## Impiego operativo
La realizzazione del Fokker F.VII, nelle sue versioni da 8 e da 12 passeggeri, fornì al mercato del trasporto aereo un nuovo mezzo terrestre con il quale molte compagnie aeree sia europee che statunitensi iniziarono l'attività di trasporto passeggeri. Assieme al comparabile Ford Trimotor di produzione statunitense riuscì ad imporsi sul mercato nordamericano sino alla fine degli anni venti. Tuttavia la popolarità del velivolo gli si ritorse economicamente contro a seguito dell'incidente aereo in cui perse la vita Knute Rockne, allenatore della squadra di calcio americano della University of Notre Dame, l'F.10 del volo TWA 599. La commissione di inchiesta istituita per indagare sull'accaduto rivelò che la causa era dovuta a dei problemi strutturali legati alla laminatura del compensato, soluzione tecnica adottata dalla Fokker, e che determinò la revoca dell'autorizzazione al volo del modello favorendo lo sviluppo dei nuovi Boeing 247 e Douglas DC-2 di costruzione interamente metallica.
Benché fosse stato concepito per uso civile, l'F.VII venne utilizzato anche in ambito militare. L'azienda polacca Plage i Laśkiewicz, che aveva acquistato la licenza per produrre i velivoli olandesi, tra il 1929 ed il 1930 realizzò, oltre ad 11 esemplari ad uso civile di linea, 20 esemplari ad uso militare trasformati in bombardieri dal progettista Jerzy Rudlicki. Questi vennero impiegati dal 1 Pułk Lotniczy nelle squadriglie da bombardamento 211 Eskadra Bombowa, 212 Eskadra Bombowa e 213 Eskadra Bombowa.

### Primati

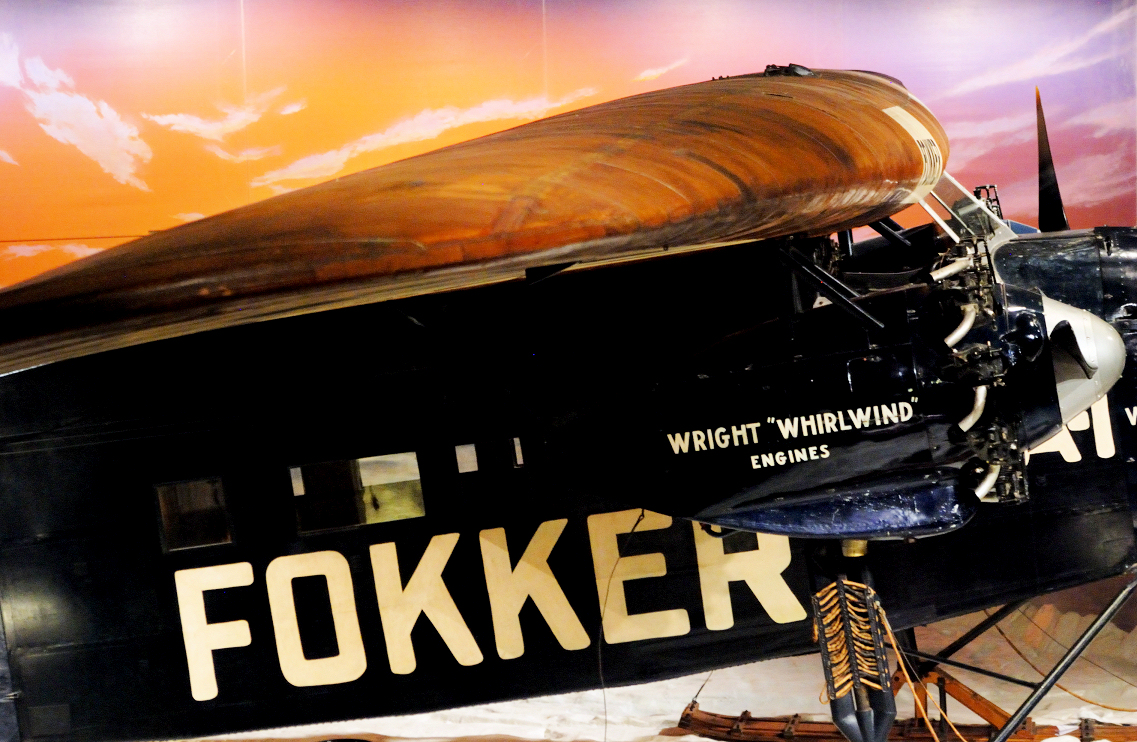
Il Josephine Ford al The Henry Ford.

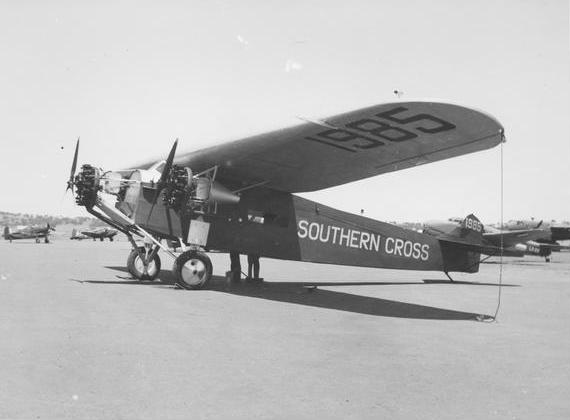
Il Southern Cross nel 1943.

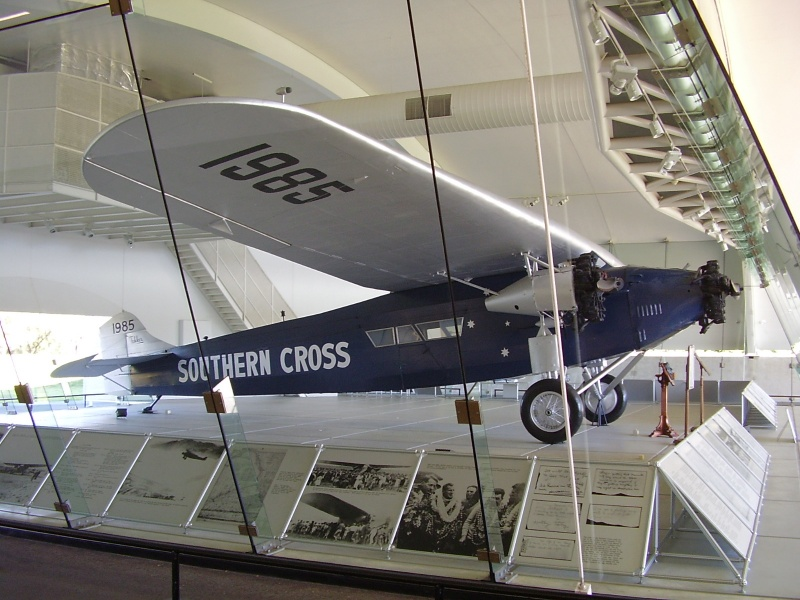
Il Southern Cross esposto al Kingsford Smith Memorial nei pressi dell'aeroporto di Brisbane.

Il modello F.VII venne utilizzato da diversi esploratori e pionieri per compiere imprese aeree tra i quali:
- Richard E. Byrd dichiarò di aver volato sopra il polo nord con il suo Fokker F.VIIa/3m che soprannominò Josephine Ford il 9 maggio 1926, anticipando di qualche giorno l'impresa di Roald Amundsen che lo raggiunse con il dirigibile Norge.[5]
- Due tenenti del United States Army Air Corps, Lester Maitland e Albert Hegenberger, compirono il primo volo tra gli Stati Uniti d'America alle Hawaii (circa 2.400 mi, circa 3.800 km) con il Fokker C-2 chiamato Bird of Paradise nel giugno 1927.[5] Lo stesso mese, Richard E. Byrd, Bernt Balchen ed altre due persone, ancora su un C-2 battezzato America (NX206) trasvolarono l'oceano Atlantico, impresa conclusasi con un ammaraggio di fortuna al largo delle coste francesi[6]. Questo fu il terzo tentativo coronato dal successo, pur se parziale, di un volo transatlantico non stop compiuto con un mezzo più pesante dell'aria.
- Sir Charles Kingsford Smith, con il suo F.VIIb/3m battezzato Southern Cross, fu il primo a trasvolare l'oceano Pacifico tra gli Stati Uniti e l'Australia dal 31 maggio all'8 giugno 1928, ed il primo ad attraversare il Mar di Tasman, volando dall'Australia alla Nuova Zelanda ritornando nel settembre dello stesso anno.[7]
- L'equipaggio formato dal tenente colonnello Frederick F. Minchin, dal capitano Leslie Hamilton e dalla principessa Anna di Löwenstein-Wertheim-Freudenberg fu stato il primo a tentare l'attraversamento dell'Oceano Atlantico da est ad ovest a bordo del Fokker F.VIIa battezzato St. Raphael; partiti il 31 agosto 1927, se ne persero le tracce.
- Amelia Earhart divenne la prima donna ad attraversare in volo l'Atlantico il 17 giugno 1928 come passeggero a bordo del Fokker F.VIIb/3m Friendship.[5]
- Un gruppo dei U. S. Army Air Corps, capitanati dal maggiore Carl Spaatz, stabilirono un record di durata volando per oltre 150 ore con il Question Mark, un Fokker C-2A, nei cieli di Los Angeles tra il 1º ed il 7 gennaio 1929, durante una missione votata alla sperimentazione del rifornimento aereo.[8]

## Varianti
F.VII
versione monomotore da trasporto civile, prodotta in 5 esemplari.
F.VIIa (F.VIIa/1m)
versione monomotore da trasporto civile, caratterizzata dalle dimensioni leggermente maggiori rispetto al F.VII, dotata di un nuovo carrello d'atterraggio e nuova ala, e portata in volo per la prima volta il 12 marzo 1925. Il primo esemplare era motorizzato con un Packard Liberty in linea da 420 hp (310 kW) mentre i successivi 39 F.VIIa adottarono i radiali Bristol Jupiter o Pratt & Whitney R-1340 Wasp.
F.VIIa/3m
versione caratterizzata dall'adozione di due motori supplementari collocati sotto l'ala e portata in volo per la prima volta il 4 settembre 1925. I primi due esemplari risultavano identici alla versione F.VIIa, dal terzo in poi la fusoliera venne allungata di 80 cm e motorizzato con i radiali Wright J-4 Whirlwind da 200 hp (147 kW). Probabilmente ne furono prodotti solo 18 esemplari mentre molti F.VIIa monomotore furono aggiornati allo standard F.VIIa/3m tra i quali i primi due prodotti convertiti in trimotori da trasporto.
F.VIIb/3m
versione di maggiore produzione, costruita anche in 154 esemplari su licenza.
F.10
versione di linea per il mercato statunitense caratterizzata dalla struttura ingrandita con la capacità innalzata a 12 passeggeri e prodotta dalla Fokker Aircraft Corporation of America.

### Produzione su licenza
Belgio
- SABCA, 29 esemplari prodotti.

 Cecoslovacchia
- Avia, 18 esemplari prodotti.

 Italia

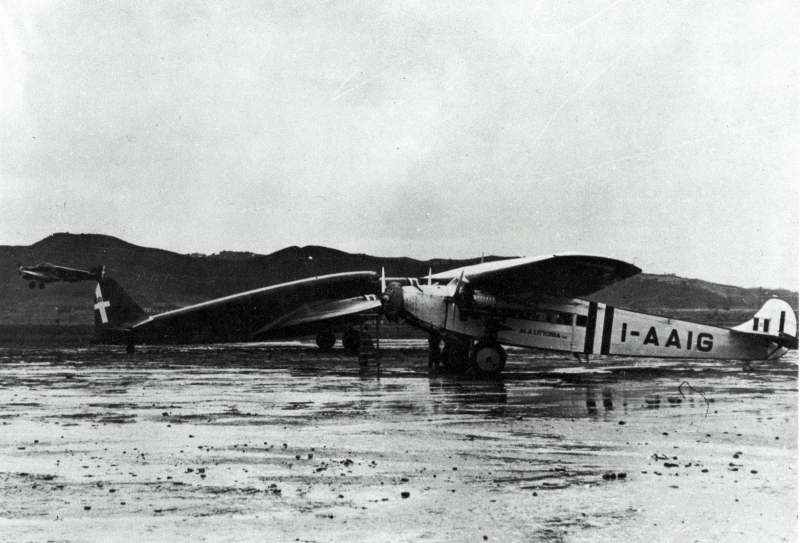
Un Savoia-Marchetti S.M.82 della 609ª Squadriglia Trasporti accanto ad un IMAM Ro.10 dell'Ala Littoria; Tirana, 21 ottobre 1940.

- IMAM, 3 esemplari prodotti dotati di motorizzazione Alfa Romeo e designati IMAM Ro.10.

 Polonia
- Plage i Laśkiewicz; tra il 1929 ed il 1930 produsse 11 esemplari ad uso civile di linea e 20 esemplari ad uso militare trasformati in bombardieri dal progettista Jerzy Rudlicki.

 Spagna
3 esemplari prodotti.
 Regno Unito
- Avro, 14 esemplari prodotti con denominazione Avro 618 Ten.

 Stati Uniti
- Atlantic Aircraft Corporation

## Utilizzatori

### Civili

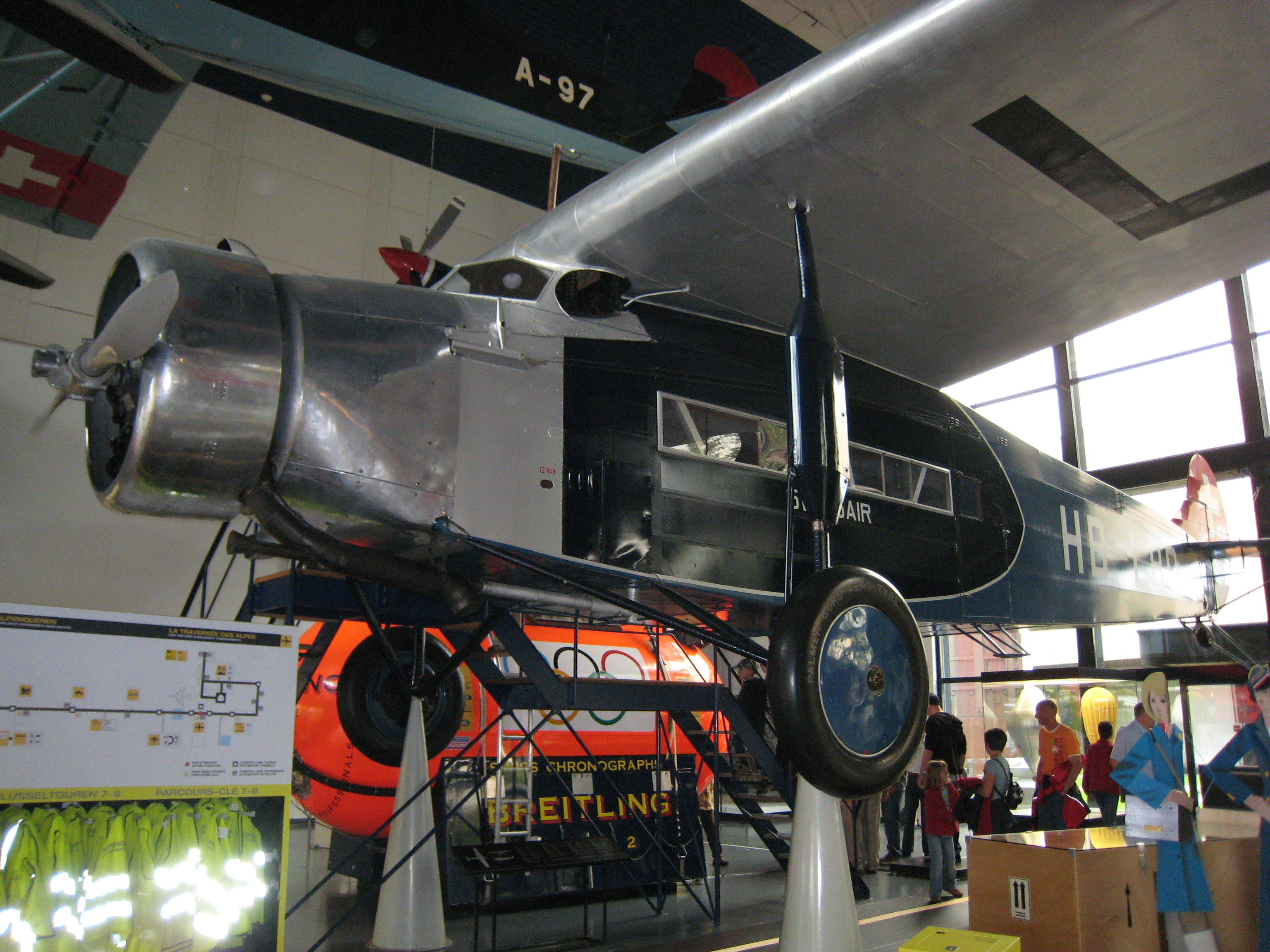
L'unico monomotore F.VIIa (HB-LBO) della compagnia aerea svizzera Swissair esposto al Museo svizzero dei trasporti.

Belgio
- Sabena

operò con 28 esemplari.
 Cecoslovacchia
- ČSA

 Danimarca
- Det Danske Luftfartselskab

operò con 3 F.VIIa.
 Francia
- CIDNA

operò con 7 F.VIIa.
- STAR

operò con un F.VIIa.
 Italia
- Avio Linee Italiane[9]

 Paesi Bassi
- KLM

ricevette tutti i cinque esemplari dei F.VII e 15 F.VIIa.
 Polonia
- Aero

operò con 6 F.VIIa per un breve periodo nel 1928. Dal 1º gennaio, 1929 tutti gli esemplari vennero ceduti alla LOT.
- Polskie Linie Lotnicze LOT

operò con 6 F.VIIa e 13 F.VIIb/3m tra il 1929 ed il 1939.
 Portogallo
- Aero Portuguesa

operò con un F.VIIb-3m.
 Stati Uniti
- American Airways, poi American Airlines.
- Trans World Airlines (TWA)
- Pan Am

operò con gli F.VIIb/3m.
 Spagna
- Líneas Aéreas Postales Españolas (LAPE)

operò con 7 esemplari di F.VIIb/3m.
 Svizzera
- Ad Astra Aero
- Swissair

operò con un F.VIIa ed otto F.VIIb-3m.
 Ungheria
- Malert

operò con 2 F.VIIa.

### Militari
Croazia
- Zrakoplovstvo Nezavisne Države Hrvatske

 Cecoslovacchia
- Češkoslovenske Letectvo

 Impero d'Etiopia
- Imperial Ethiopian Aviation[10]

 Finlandia
- Suomen ilmavoimat

operò con un F.VIIa.
 Paesi Bassi
- Koninklijke Luchtmacht

operò con tre esemplari di F.VIIa/3m nel ruolo di bombardieri.
 Polonia
- Siły Powietrzne

operò con 21 esemplari di F.VIIb/3m (20 dei quali prodotti su licenza) come bombardieri ed aereo da trasporto militare tra il 1929 ed il 1939.
 Spagna
- Aeronáutica Militar Española

operò con 7 esemplari.
 Spagna
- Fuerzas Aéreas de la República Española

operò con 2 esemplari di F.VIIb/3m ex LAPE durante la guerra civile.
 Spagna
- Aviación Nacional

operò con 5 esemplari di F.VIIb/3m ex LAPE durante la guerra civile.
 Stati Uniti
- United States Army Air Corps ai quali venne assegnata la denominazione, incluso gli Atlantic-Fokker, C-2, C-5 e C-7[12].
- United States Navy ai quali venne assegnata la denominazione TA
- United States Marine Corps ai quali venne assegnata la denominazione RA

 Jugoslavia
- Jugoslovensko kraljevsko ratno vazduhoplovstvo i pomorska avijacija

## Velivoli comparabili
Stati Uniti
- Ford Trimotor

 Italia
- Caproni Ca.101